# Elena Zaremba
Elena Zaremba (russisch Елена Арнольдовна Заремба, Jelena Saremba; * 10. Juli 1957 in Moskau) ist eine russische Opern- und Konzertsängerin (Mezzosopran/Alt).

## Leben
Elena Zaremba stand schon 1984 während ihres Studiums am Gnessin-Institut in ihrer Heimatstadt auf der Bühne des Bolschoi-Theaters. Sie gastiert seit den 1990er Jahren an internationalen Bühnen wie dem Londoner Royal Opera House, der Metropolitan Opera in New York, der Opéra Bastille in Paris, der Mailänder Scala, der Arena von Verona, der San Francisco Opera, in Rom, Brüssel, Tokio, Berlin und Wien sowie bei den Bregenzer Festspielen und dem Edinburgh Festival.
Zum Repertoire von Elena Zaremba gehören u. a. die Titelpartie in Carmen, Dalila (Samson et Dalila), Ulrica (Un ballo in maschera), Polina (Pique Dame), Azucena (Il trovatore), Marfa (Chowanschtschina), Quickly (Falstaff) und Erda (Der Ring des Nibelungen).

## Diskografie (Auswahl)
- Dmitrij D. Sostakovic: Filmmusik / Film music. Delta Music, Frechen 2004 / 2006
- Dmitrij D. Sostakovic:Lady Macbeth von Mzensk DG, [1993]
- Giuseppe Verdi: Il trovatore. Universal Music, Berlin [2004]
- Ludwig van Beethoven: Missa solemnis op. 123. Dabringhaus und Grimm, Detmold 2002
- Elena Zaremba – Portrait. BMG Ariola, Hamburg / München [2001]
- Dmitrij D. Sostakovic: Movie madness. Delta Music, Frechen [1997]
- Giuseppe Verdi: Un ballo in maschera. East West Records, Hamburg [1996]
- Richard Wagner: Das Rheingold. Polygram, Hamburg [1995]
- Modest P. Musorgskij: Night on bald mountain. Polygram, Hamburg [1994]
- Aleksandr P. Borodin: Prince Igor. Polygram, Hamburg [1993]
- Dmitrij D. Sostakovic: King Lear. Delta Music, Frechen [1992]